# کیتلین فورد
کیتلین فورد (به انگلیسی: Caitlin Foord) (زادهٔ ۱۱ نوامبر ۱۹۹۴) یک بازیکن زن حرفه‌ای فوتبال اهل کشور استرالیا است. وی هم اکنون برای باشگاه فوتبال زنان آرسنال و در لیگ برتر فوتبال زنان استرالیا بازی می‌کند. او جوانترین بازیکن تاریخ استرالیا است که در جام جهانی فوتبال زنان ۲۰۱۱ و در سن ۱۶ سالگی بازی
برای تیم زنان این کشور بازی کرده‌است. وی در سال ۲۰۱۶ جایزه بهترین بازیکن سال ای اف سی را بدست آورد.

## آمار

### گل‌های ملی
در بخش نتایج و گل‌ها آمار مربوط به تیم استرالیا در سمت راست قید شده‌است.
| # | تاریخ         | محل برگزاری                                 | تیم حریف | گل   | نتیجه | چهارچوب رقابت             |
| - | ------------- | ------------------------------------------- | -------- | ---- | ----- | ------------------------- |
| ۱ | ۱۲ مه ۲۰۱۱    | Bluetongue Stadium, گاسفورد، استرالیا       | نیوزیلند | 1–0  | 3–0   | دوستانه                   |
| ۲ | ۱۴ مه ۲۰۱۴    | Thống Nhất Stadium, هوشی‌مین، ویتنام         | ژاپن     | 1–0  | 2–2   | جام ملتهای زنان آسیا ۲۰۱۴ |
| ۳ | ۱۲ فوریه ۲۰۱۵ | Bill McKinlay Park, آوکلند، نیوزیلند        | نیوزیلند | 3–0  | 3–2   | دوستانه                   |
| ۴ | ۱۹ مه ۲۰۱۵    | Valentine Sports Park, سیدنی، استرالیا      | ویتنام   | 2–0  | 4–0   | دوستانه                   |
| ۵ | ۲۱ مه ۲۰۱۵    | WIN Stadium, ولونگونگ، استرالیا             | ویتنام   | 11–0 | 11–0  | دوستانه                   |
| ۶ | ۴ ژوئن ۲۰۱۶   | Moreshead Park Stadium, بلرت، استرالیا      | نیوزیلند | 1–0  | 2–0   | دوستانه                   |
| ۷ | ۴ ژوئن ۲۰۱۶   | Moreshead Park Stadium, بلرت، استرالیا      | نیوزیلند | 2–0  | 2–0   | دوستانه                   |
| ۸ | ۶ اوت ۲۰۱۶    | ورزشگاه آرنا کورینتیانس، سائو پائولو، برزیل | آلمان    | 2–0  | 2–2   | المپیک تابستانی ۲۰۱۶      |